# Reinas (film, 2005)
Ne doit pas être confondu avec Reinas (film, 2024).
Pour plus de détails, voir Fiche technique et Distribution.
Reinas est un film espagnol réalisé par Manuel Gómez Pereira, sorti en 2005.

## Synopsis
Pendant le week-end où vont avoir lieu les premiers mariages entre homosexuels espagnols, plusieurs de ces couples font face aux sentiments de leurs parents installés à Madrid ou venant exprès pour l'occasion. 
Les mères particulièrement passent par toutes sortes d'émotions : une, hôtelière spécialisée dans la clientèle gay, doit faire face à une grève de ses cuisiniers alors qu'elle doit accueillir la fête de ces noces ; une seconde arrivant d'Argentine envahit l'appartement de son fils avec sa chienne dont le fiancé a la phobie ; une troisième, nymphomane, finit par coucher avec son futur gendre dont la mère, juge, refuse de célébrer ces mariages. La dernière est contrainte d'accueillir chez elle pour un repas son jardinier puisque leurs fils respectifs s'aiment.

## Commentaires
La chienne, lâchée dans la nature, permet de relier les intrigues des différentes familles et de justifier l'utilisation d'une chronologie découpée avec des retours en arrière ou des projections en avant sur quelques heures de la vie des personnages.

## Fiche technique
- Titre : Reinas
- Réalisation : Manuel Gómez Pereira
- Scénario : Yolanda García Serrano, Manuel Gómez Pereira et Joaquín Oristrell
- Production : José Luis Escolar
- Société de production : Warner Bros. Pictures
- Musique : Bingen Mendizábal
- Photographie : Juan Amorós
- Montage : José Salcedo
- Décors : Carlos Conti
- Costumes : Paco Delgado
- Pays d'origine : Espagne, Pays-Bas et Italie
- Format : Couleurs - 2,35:1 - Dolby Digital - 35 mm
- Genre : Comédie romantique
- Durée : 107 minutes
- Dates de sortie : 
  - Espagne : 8 avril 2005
  - France : 11 janvier 2006

## Distribution
- Veronica Forqué : Nuria
- Carmen Maura : Magda
- Marisa Paredes : Reyes
- Mercedes Sampietro : Helena
- Betiana Blum : Ofelia
- Gustavo Salmerón (en) : Hugo
- Unax Ugalde (VF : Geoffrey Vigier) : Miguel
- Hugo Silva : Jonás
- Daniel Hendler : Óscar
- Paco León : Narciso
- Raúl Jiménez : Rafa
- Ginés García Millán : Néstor
- Jorge Perugorría : César
- Lluís Homar : Jacinto
- Tito Valverde : Héctor

## Autour du film
- Le tournage s'est déroulé du 17 août au 21 octobre 2004 à Madrid, en Espagne.
- Il s'agit de la troisième collaboration entre le cinéaste et Verónica Forqué, après Salsa rosa en 1992 et ¿Por qué lo llaman amor cuando quieren decir sexo? en 1993.